# Tennyson (Indiana)
Tennyson és una població dels Estats Units a l'estat d'Indiana. Segons el cens del 2000 tenia 290 habitants.

## Demografia
Segons el cens del 2000, Tennyson tenia 290 habitants, 105 habitatges, i 82 famílies. La densitat de població era de 447,9 habitants/km².
Dels 105 habitatges en un 43,8% hi vivien nens de menys de 18 anys, en un 52,4% hi vivien parelles casades, en un 15,2% dones solteres, i en un 21% no eren unitats familiars. En el 17,1% dels habitatges hi vivien persones soles el 5,7% de les quals corresponia a persones de 65 anys o més que vivien soles. El nombre mitjà de persones vivint en cada habitatge era de 2,76 i el nombre mitjà de persones que vivien en cada família era de 3,08.
Per edats la població es repartia de la següent manera: un 29,7% tenia menys de 18 anys, un 9,3% entre 18 i 24, un 31,7% entre 25 i 44, un 19% de 45 a 60 i un 10,3% 65 anys o més.
L'edat mediana era de 34 anys. Per cada 100 dones de 18 o més anys hi havia 94,3 homes.
La renda mediana per habitatge era de 36.250 $ i la renda mediana per família de 36.250 $. Els homes tenien una renda mediana de 25.833 $ mentre que les dones 20.000 $. La renda per capita de la població era de 13.660 $. Entorn del 13,7% de les famílies i el 16,8% de la població estaven per davall del llindar de pobresa.

## Poblacions més properes
El següent diagrama mostra les poblacions més properes.